# Museo San Fernando
Museo San Fernando es un museo histórico de Maldonado. Se encuentra ubicado en la calle Rafael Pérez del Puerto 745 esquina Sarandí en Maldonado. 

## Edificio

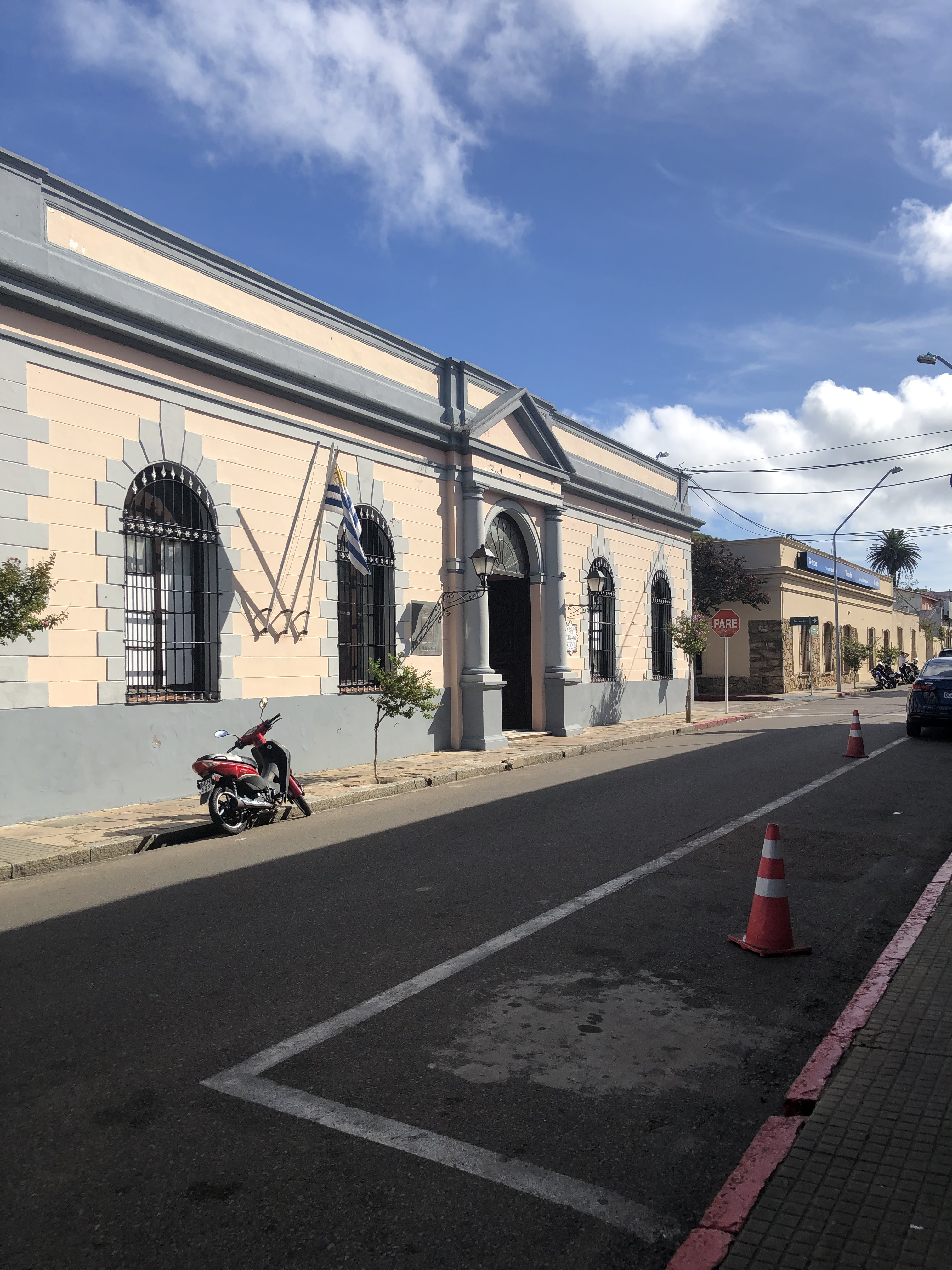
Vista del edificio

El edificio fue construido en el año para albergar en sus inicios a la entonces Receptoría de Aduana. A mediados del siglo se decide instalar en el mismo a la creada  Junta Económica- Administrativa, la cual hasta entonces había funcionado en el edificio de la Jefatura de Policía. En el año 1908 se convierte en Palacio Municipal, al comenzar a albergar las dependencias de la Intendencia Municipal y las distintas denominaciones que el organismo tuvo en su historia. En los años ochenta con la al inaugurarse una nueva sede del gobierno departamental, el histórico edificio se convierte en un centro cultural, albergándose la dirección de cultura, un museo y la histórica biblioteca creada en 1876. 

## Creación

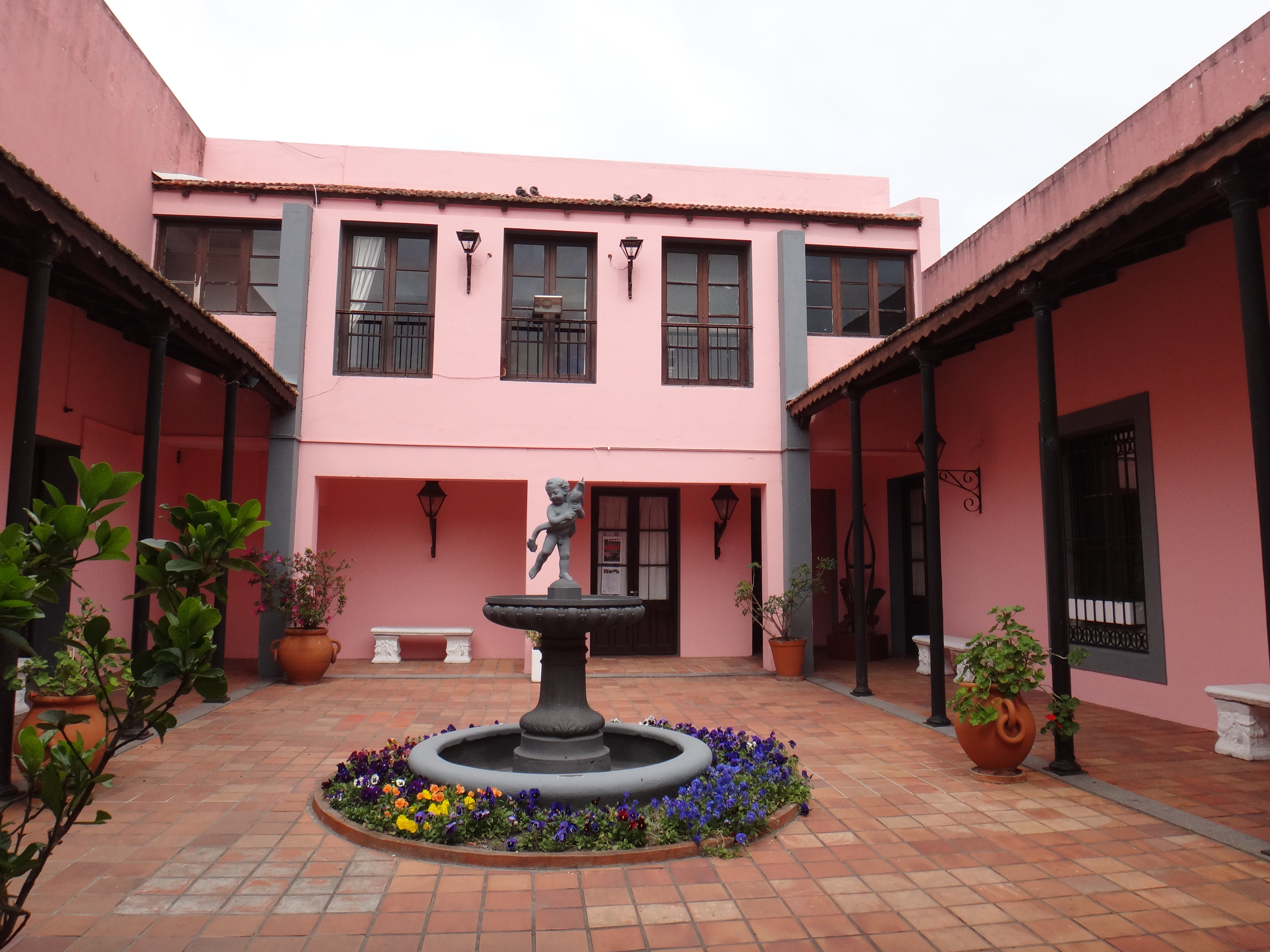
Patio central

El museo fue creado en 1985 por iniciativa de la Intendencia de Maldonado. Comparte las instalaciones con la Escuela Municipal de Artes Plásticas, la Biblioteca Municipal y el Centro de Documentación Histórica de Maldonado.

## Acervo

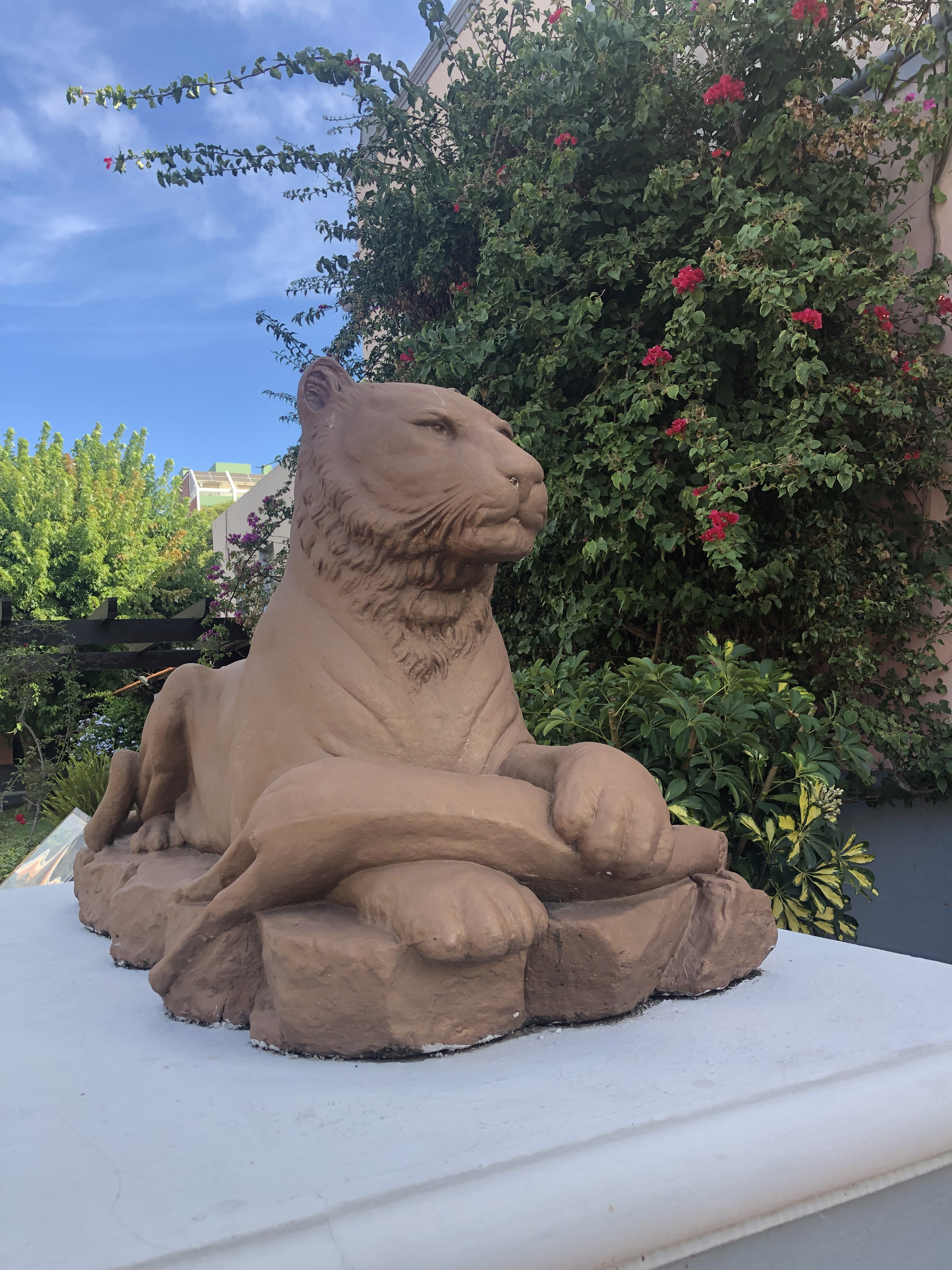

En 2006, expuso Fernando Stevenazzi.
El 4 de enero el museo presenta una muestra llamada Encuentros, que puede ser visitada siguiendo los protocolos de pandemia.